# Dvd+rw-tools
dvd+rw-tools (también conocido como growisofs, su parte principal) es una colección de programas libre para grabar DVD +/- R/RW y Blu-ray en Windows, Linux, FreeBSD y Mac OS X.
El paquete requiere otro programa que se utiliza para crear imágenes ISO 9660 durante el proceso. Es provisto por mkisofs (del paquete cdrtools) o genisoimage (del paquete cdrkit).
DVD+rw-tools se distribuye bajo la licencia GNU General Public License.